# Grand Prix international de Rhodes
Le Grand Prix international de Rhodes est une course cycliste grecque créée en 2017 et disputée sur l'île de Rhodes.

## Palmarès
| Année | Vainqueur        | Deuxième               | Troisième         |
| ----- | ---------------- | ---------------------- | ----------------- |
| 2017  | Alan Banaszek    | Ahmet Örken            | Joshua Huppertz   |
| 2018  | Matteo Moschetti | Marco Maronese         | Joshua Huppertz   |
| 2019  | Dušan Rajović    | Charálampos Kastrantás | Luuc Bugter       |
| 2020  | Erlend Blikra    | Herman Dahl            | Joshua Huppertz   |
| 2021  | Tord Gudmestad   | Filippo Fiorelli       | Stan Van Tricht   |
| 2022  | André Drege      | Andreas Stokbro        | Christian Koch    |
| 2023  | Eirik Lunder     | Rasmus Bøgh Wallin     | Daniel Federspiel |
| 2024  | Tyler Stites     | André Drege            | Gustav Wang       |
| 2025  | Marcin Budziński | Pierre-Henry Basset    | Ben Felix Jochum  |